# Seregno Hockey 2012
Il Seregno Hockey 2012 è una società italiana di hockey su pista con sede a Seregno. I suoi colori sociali sono il blu e il grigio. Da alcune stagioni la squadra si schiera con maglia bianco-verde e pantaloncini verdi, colori dello sponsor BKT

## Storia
A Seregno la prima società di hockey su pista nasce nel 1968 con la denominazione di Polisportiva Giovanni XXIII.
Dopo 11 stagioni la squadra seregnese conquista la sua prima promozione in Serie A sponsorizzata dal mobilificio Grappeggia all'epoca molto attivo sulle tv commerciali locali.
Ridisceso subito in Serie B, alla fine della stagione sportiva 1981-1982 cambiò la propria denominazione assumendo quella di Hockey Cuoium Seregno.
Vincendo i play-off d'accesso alla Serie A1 nel doppio spareggio contro il Thiene (5-2 al Palazzetto "Paolo VI" di Barzanò e 3-3 a Thiene), il Seregno ritornò nella stagione 1983-1984 a disputare il campionato di Serie A1.
Dopo alti e bassi nelle varie categorie e con la successione di diversi sponsor, nel 1990 vince la Coppa Cers battendo in una epica finale il Futbol Club Barcelona hockey sobre patines, nel 1991 diventa campione d'Italia regolando in quattro gare il Roller Monza e successivamente, nel 1992, raggiunge la finale di Coppa dei Campioni dove viene battuto dagli spagnoli del Liceo La Coruña perdendo 6-7 a Seregno e impattando 2-2 in Galizia. 
Negli anni a venire vengono formate squadre giovanili le quali partecipano ai vari campionati di categoria con risultati eccellenti, fino al fallimento della società e rifondazione col nome di Hockey Club Seregno.
Nel 2002 un gruppo di persone composto da una quindicina tra dirigenti, sponsor e giocatori, decide di formare un'altra squadra, iscrivendola al campionato di Serie B della stagione sportiva 2003-2004, con il nome di Frogs Hockey Seregno, classificandosi nelle prime posizioni. La stagione successiva (2004-2005), il campionato viene vinto con il massimo punteggio, senza mai aver perso una partita. Inoltre si aggiudica anche la Coppa di Lega. Nel settembre 2004 nasce la scuola di hockey per bambini, ai quali vengono messi a disposizione insegnanti e istruttori qualificati, in collaborazione con vari enti scolastici della zona.
Nelle stagioni successive, la società Hockey Club Seregno cessa l'attività sportiva, i Frogs si ritrovano ad essere l'unica società hockeystica seregnese e nel 2005-2006 e 2006-2007 si disputano i campionati di hockey su pista di Serie A2 con la nuova denominazione, trasformandola da Frogs Hockey Seregno a Seregno Hockey. Lo sponsor principale di quelle stagioni è il marchio Semaflex.
Lo sponsor principale per la stagione sportiva 2007-2008 è stata l'Ingraph Industria Grafica. Il campionato nazionale di Serie A2 si è svolto nel periodo ottobre/aprile e ha raccolto la partecipazione di squadre provenienti da varie regioni d'Italia.
Vinto il campionato ed i play-off promozione, l'Ingraph Seregno è stato promosso in Serie A1 ed ha partecipato di diritto al massimo campionato.
Nella stagione 2008-2009 il Seregno Hockey, dopo oltre 13 anni dall'ultima qualificazione ai play-off scudetto, è uscito ai quarti di finale contro il Follonica.
Nella stagione 2009-2010 partecipa alla Coppa CERS dove viene eliminato al primo turno dal Vilanova, compagine spagnola.
Nel campionato 2010-2011 ancora di diritto disputa i play-off e viene battuto dal Valdagno, poi ancora coppa CERS dove passa il primo turno contro l'ennesima squadra spagnola, l'Alcoy ma poi viene battuto dal solito Vilanova.
A causa di problemi finanziari si ritira dal campionato 2011-2012 all'inizio del girone di ritorno.
Nel maggio dello stesso anno il Seregno Hockey rinasce dalle ceneri del precedente, con il nome di Seregno Hockey 2012. Ventotto genitori, di altrettanti ragazzi militanti nelle categorie giovanili, fondano l'Associazione, che per la stagione 2012/2013 si cimenta nelle categorie U13, U15 e U17, con un vivaio di circa 40 ragazzini dai 5 ai 17 anni. Il direttore tecnico è Girolamo Lobasso, già allenatore e giocatore di A1 anche a Seregno.
Con la Stagione Sportiva 2013-2014 il Seregno Hockey 2012 riporta una squadra in serie B, che termina al quinto posto nel girone, allenata da Paolo Boso e Giacomo Cascella, con "Toto" Cesana e Nando Spreafico come dirigenti di categoria e Corrado Pirovano come preparatore atletico.
Per la stagione 2014-2015 il Seregno si presenta con più di 70 atleti tesserati, una scuola hockey con quasi 30 bimbi al di sotto dei 10 anni. Daniele Panzeri, ex atleta del Seregno Hockey, entra nella rosa dei dirigenti della squadra senior.
Nella stagione 2017-2018 viene ripescato in Serie A2.
Alla fine della stagione 2017-2018 la squadra senior viene retrocessa dal Campionato di serie A2. Si riparte nel 2018-2019 ancora dalla serie B ma con due squadre senior, oltre a tutte le categorie giovanili: u11-u13-u15-u17-u19. La Senior A con l'obiettivo di riprovare la scalata alla serie superiore, la Senior B che ospita molti ragazzi under19 che hanno bisogno di fare esperienza. Questi ultimi allenati da Carlo Rossetti, che entra a fare parte della rosa dei tecnici insieme a Maurizio Molteni "Bistecca" e a Paolo Boso. Termina il periodo di Girolamo Lobasso alla guida del settore, lasciando vacante il posto di direttore tecnico. Si stacca anche il direttore sportivo Daniele Panzeri, per sopraggiunti impegni familiari. Rimane Nando Spreafico, dirigente della squadra senior.
Nella stagione 2019-2020 la serie B, guidata da Luca Marchini, con il suo bagaglio di esperienza di atleta già in Nazionale e diverse stagioni di militanza nelle squadre di serie A nazionali ed internazionali, si qualifica ancora al quarto posto delle Final Eight disputate a Castiglione della Pescaia nel mese di maggio. Rifiuta il ripescaggio nella serie superiore per dedicarsi al consolidamento dell'investimento sul settore giovanile e sul nuovo palazzetto preso in gestione a Seveso (MB), dove si accasa molta parte del pattinaggio e delle categorie giovanili hockey. Purtroppo si interrompe bruscamente a febbraio 2020 a causa della Pandemia di Covid-19
Nella stagione 2020-2021 si disputerà il Campionato di A2, reso a Due Gironi per un totale di 23 squadre partecipanti. Rimane confermata la direzione tecnica di Luca Marchini sulle due squadre senior (B e A2), con un occhio sull'under 19 che rappresenta il serbatoio fondamentale per entrambe. Luca Marchini è affiancato per la panchina dell'A2 da Claudio Ario, già allenatore del Seregno come secondo di Tommaso Colamaria in serie A1 e da un giovane tecnico proveniente dal vivaio, Riccardo Alberio, atleta titolare della massima categoria, che si appresta anche a guidare la 19 e la serie B.
Nella stagione 2021-2022 il Seregno 2012 retrocede, per soli due punti, dal Campionato di A2. L'epidemia di Covid-19 ha colpito il 50% della squadra tra dicembre e gennaio 2020. Si reiscrive al Campionato di Serie B, rifiutando il ripescaggio offerto dalla Federazione.
La stagione riprende con la direzione tecnica di Luca Marchini, affiancato sulla squadra senior da Luca Perego e Corrado Pirovano. Il settore giovanile è condotto insieme a Luca Marchini dal nuovo ingresso Alessandro Jofrè tecnico federale e preparatore atletico insieme al veterano Maurizio Molteni e ai due giovani allenatori Riccardo Alberio e Giorgio Trabattoni.
Nella stagione 2022/23 il Seregno partecipa alla Serie A2 sotto la responsabilità tecnica del modenese Matteo Farina e con una squadra giovane rafforzata dai veneti Alex Pettenuzzo e Christopher Bozzetto. Il Seregno si gioca la permanenza in A2 sfidando in casa il Correggio Hockey nell’ultima giornata di campionato. La sconfitta 2-5 spedisce nuovamente i brianzoli in Serie B ma la contemporanea retrocessione dell’Hockey Club Montecchio Precalcino dalla A1 e l’impossibilità di giocare con due squadre nella stessa categoria restituisce al Seregno la Serie A2.
La stagione 2023/24 parte con Luca Giaroni al timone e tre innesti, il portiere Filippo Dimone da Scandiano, il lodigiano Mauro Fiazza e il diciannovenne argentino Matias Chirino. In Coppa Italia la squadra chiude all’ultimo posto il Girone A con una sola vittoria su 8 gare disputate, mentre in campionato si garantisce una sofferta salvezza all’ultima giornata con un record di 4 vittorie e 3 pareggi su 18 partite

## Cronistoria
| Cronistoria del Seregno Hockey 2012 |
| --- |
| - 1968 - Affiliazione della Polisportiva Giovanni XXIII (nata nel 1956) alla FIHP. - 1968 - - 1969 - - 1970 - - 1971 - - 1972 - - 1973 - 7º in Serie B. - 1974 - 6º in Serie B. - 1975 - 6º in Serie B. - 1976 - - 1977 - - 1978 - - 1979 - - 1979-1980 - In Serie B. - 1980-1981 - 12º in Serie A. Retrocesso in Serie B. - 1981-1982 - In Serie B. Cambia denominazione in Hockey Seregno acquisendo lo sponsor Cuoium. - 1982-1983 - ?º nel girone A della Serie B, e 2º nella poule 1 della promozione. Promosso in Serie A1. - 1983-1984 - 13º in Serie A1. Retrocesso in Serie A2. - 1984-1985 - 6º in Serie A2. - 1985-1986 - 10º in Serie A2. - 1986-1987 - 2º in Serie A2. Promosso in Serie A1. - 1987-1988 - 7º in Serie A1. - 1988-1989 - 4º in Serie A1, eliminato in semifinale dei play-off scudetto. - 1989-1990 - 2º in Serie A1, eliminato in semifinale dei play-off scudetto. Vince la Coppa CERS (1º titolo). - 1990-1991 - 2º in Serie A1, vince i play-off scudetto. Campione d'Italia (1º titolo). Eliminato ai quarti di finale in Coppa CERS. - 1991-1992 - 1º in Serie A1, finalista dei play-off scudetto. Finalista in Coppa dei Campioni. - 1992-1993 - 15º in Serie A1. Retrocesso in Serie A2. Eliminato al primo turno in Coppa delle Coppe. - 1993 - Rinuncia al campionato di Serie A2 e si iscrive in Serie B. - 1993-1994 - 1º nel girone E della Serie B, 2º nel girone A della promozione. - 1994-1995 - 1º in Serie B. Promosso in Serie A2. - 1995-1996 - 2º in Serie A1. Promosso in Serie A1. - 1996-1997 - 8º in Serie A1. - 1997-1998 - 11º in Serie A1. Retrocesso in Serie A2 L'Hockey Seregno cessa l'attività. La società viene rifondata come Hockey Club Seregno. - 1998-1999 - Serie B. Promosso in Serie A2. - 1999-2000 - 4º in Serie A2, girone A. - 2000-2001 - 3º in Serie A2, girone A. - 2001-2002 - 2º in Serie A2, girone B. Promosso in Serie A1. - 2002-2003 - 9º in Serie A1. Eliminato alla prima fase della Coppa Italia. - 2003-2004 - 10º in Serie A1. - 2004-2005 - 10º in Serie A1. Si fonde con l'Amatori Vercelli e cessa l'attività. La società Frogs Hockey Seregno diventa Seregno Hockey e riparte dalla serie A2. - 2005-2006 - 8º in Serie A2. - 2006-2007 - 6º in Serie A2. - 2007-2008 - 1º in Serie A2, 1º nella poule A. Promosso in Serie A1. - 2008-2009 - 8º in Serie A1, eliminato ai quarti di finale dei play-off scudetto. - 2009-2010 - 10º in Serie A1. Eliminato al primo turno in Coppa CERS. - 2010-2011 - 7º in Serie A1, eliminato ai quarti di finale dei play-off scudetto. Eliminato agli ottavi di finale in Coppa CERS. - 2011-2012 - Serie A1 - Ritirato. Eliminato al primo turno in Coppa CERS. Il Seregno Hockey cessa l'attività. Viene rifondata una nuova società come Seregno Hockey 2012. - 2012-2013 - Attività giovanile. - 2013-2014 - 5º in Serie B girone B. - 2014-2015 - 4º in Serie B girone A. - 2015-2016 - 4º in Serie B girone A. - 2016-2017 - 2º in Serie B girone A, 4º alle final eight. Ripescato in Serie A2. - 2017-2018 - 12º in Serie A2. Retrocesso in Serie B. - 2018-2019 - 1º in Serie B girone A, 4º alle final eight. - 2019-2020 - 5º in Serie B girone A. Ripescato in Serie A2. - 2020-2021 - 11º in Serie A2 girone A. Retrocesso in Serie B. - 2021-2022 - 1º in Serie B girone A, 3º alla fase finale girone nord. Semifinali di Coppa Italia Serie B. - 2022-2023 - 10º in Serie A2 girone A. Retrocesso in Serie B. Ripescato in Serie A2. - 2023-2024 · Partecipa alla Serie A2 girone A. |

## Strutture
Dall'inizio dell'attività sportiva la società utilizzò il Palazzetto G.XXIII sito a Seregno in via Lamarmora.
La copertura della pista, iniziata nel 1964, fu uno dei principali motivi, con l'arrivo del maestro monzese Franco Beretta, del grande sviluppo del pattinaggio artistico, ma soprattutto dell'hockey su pista, seppur iniziato solo 4 anni dopo in via ufficiale con l'iscrizione ai campionati federali.
Il Palazzetto G.XXIII fu utilizzato fino alla fine del campionato di Serie B 1979-1980 quando, per deficienze strutturali ma soprattutto di capienza, si dovette migrare al Palastadio di via Gramsci (ora via dell'Atleta 1) per poter disputare il primo campionato di Serie A dei biancorossi.
Al Palastadio l'Hockey Seregno rimase fino alla fine della stagione 1998-1999 inaugurando il nuovo PalaPorada una settimana prima dell'inizio del campionato successivo (l'8 gennaio 2000), anche se di fatto la prima partita di campionato fu giocata in casa contro la Rotellistica 93 il 15 gennaio 2000 (persa 2-3).
Attualmente tutte le gare casalinghe vengono disputate presso il PalaSomaschini (ex PalaPorada), un impianto ubicato in via alla Porada 45 e costruito per l'hockey. Le dimensioni del rettangolo di gioco sono 20x40 con pavimentazione in parquet e il Palasport ha 1.560 posti. Dal dicembre 2014 è intitolato a Enrico Somaschini, presidente dell'Hockey Seregno negli anni novanta.

## Palmarès

### Competizioni nazionali
1 trofeo
- Campionato italiano: 1

1990-1991

### Competizioni internazionali
1 trofeo
- Coppa CERS/WSE: 1

1989-1990

### Altre competizioni
- Campionato italiano di serie B/A2: 4

1979-1980, 1982-1983, 1995-1996, 2007-2008
- Coppa Italia/Lega A2: 1

2000-2001

## Statistiche

### Partecipazioni ai campionati
| Livello | Categoria | Partecipazioni | Debutto   | Ultima stagione | Totale |
| ------- | --------- | -------------- | --------- | --------------- | ------ |
| 1º      | Serie A   | 1              | 1980-1981 | 1980-1981       | 16     |
| 1º      | Serie A1  | 15             | 1983-1984 | 2011-2012       | 16     |

#### Partecipazioni alle coppe europee
| Competizione       | Partecipazioni | Debutto   | Ultima stagione | Miglior risultato         |
| ------------------ | -------------- | --------- | --------------- | ------------------------- |
| Coppa dei Campioni | 1              | 1991-1992 | 1991-1992       | Finalista nel 1991-1992   |
| Coppa delle Coppe  | 1              | 1992-1993 | 1992-1993       | Primo turno nel 1992-1993 |
| Coppa CERS         | 5              | 1989-1990 | 2011-2012       | Campione nel 1989-1990    |

### Libri
- Paolo Virdi, 50 minuti di gloria. Gli anni moderni dell'hockey pista. Volume 1, Lodi, Lodinotizie, 2012, ISBN 978-88-908803-0-8.
- Paolo Virdi, 50 minuti di gloria. Gli anni moderni dell'hockey pista. Volume 2, Lodi, Lodinotizie, 2013, ISBN 978-88-908803-1-5.
- Gianfranco Capra e Mario Scendrate, Hockey su pista in Italia e nel mondo, Novara, Casa Editrice S.E.N., 1984.
- Gianpaolo Tassinari, Annuario hockey su pista, 2 volumi - stagioni 1992/93 e 1993/94, Ravenna, Edizioni CNR.
- Nazzareno Loreti, GS Hockey Pordenone 1964-2014 cinquant'anni di storia e passione, Pordenone, Associazione Propordenone ONLUS, settembre 2014,  p. 76, ISBN 978-88-95496-15-3.

### Pubblicazioni
- Il Cittadino di Monza e Brianza, edizione della domenica, che ha sempre pubblicato in due distinte edizioni il giovedì i risultati e i tabellini delle partite dell'H.C. Monza, del Roller Monza e la domenica quelle dell'Hockey Seregno.
- Comunicati ufficiali messi online dalla Federazione Italiana Hockey e Pattinaggio.
- FIHP-LNHP, "Guida ai campionati", guida stampata in opuscolo cartaceo e poi messa online dal 2002 dal sito www.legahockey.eu, Milano, stagioni dal 1984-1985 al 2015-2016, la presentazione delle società sportive iscritte ai campionati di Serie A1, A2 e B.